# Задорожний Євген Ігорович
Євген Ігорович Задорожний — український військовослужбовець, полковник 113 ОБрТрО Збройних сил України, учасник російсько-української війни. Лицар ордена Богдана Хмельницького III ступеня (2022).

## Життєпис
Станом на 2015 рік — заступник командира 55-ї окремої артилерійської бригади.
Станом на 2021 рік — командир 113-ї окремої бригади територіальної оборони.

## Нагороди
- орден Богдана Хмельницького III ступеня (8 березня 2022) — за особисту мужність і самовіддані дії, виявлені у захисті державного суверенітету та територіальної цілісності України, вірність військовій присязі[4];
- медаль «За службу державі» (2015)[5].